# Competencia matemática
Se denomina competencia matemática a la habilidad necesaria para la utilización de los números y símbolos y la realización de operaciones básicas, así como para aplicar el razonamiento matemático, tanto para interpretar y producir diferentes tipos de información, como para incrementar el conocimiento sobre aspectos cuantitativos y espaciales de la realidad. También implica la capacidad para resolver problemas relacionados con la vida diaria y con el mundo laboral.
PISA define la competencia matemática como “la capacidad individual para identificar y comprender el papel que desempeñan las matemáticas en el mundo, emitir juicios bien fundados, utilizar las matemáticas y comprometerse con ellas, y satisfacer las necesidades de la vida personal como ciudadano constructivo, comprometido y reflexivo” (OECD, 2003, p. 24).
La competencia matemática, estrechamente ligada con la inteligencia lógico-matemática, no supone un atributo que un individuo tiene o no, sino que se considera una habilidad que se halla en continua fase de crecimiento.
El Real Decreto 126/2014, de 28 de febrero, por el que se establece el currículo básico de la Educación Primaria (BOE, 1 de marzo), señala como segunda competencia básica del currículo de la enseñanza Primaria la "competencia matemática y competencias básicas en ciencia y tecnología.”

## Aspectos que forman parte de la competencia matemática
- La destreza para descifrar y expresar datos, información y argumentos.
- El conocimiento y manejo de los componentes matemáticos en contextos reales o simulados de la vida diaria.
- La práctica de razonamientos que conllevan a la resolución de problemas o a la obtención de  informaciones diversas.
- La predisposición hacia la información y situaciones matemáticas, así como hacia su utilización cuando la situación lo requiere, a través del razonamiento.

## Dimensiones de la competencia matemática
La competencia matemática se organiza en cinco bloques, denominados dimensiones. Estos son los siguientes:
1) Cantidad
2) Espacio y forma
3) Cambio y relaciones
4) Incertidumbre y datos
5) Resolución de problemas
Cantidad: esta dimensión engloba todo aquello en relación con el concepto del número, es decir, su representación, las magnitudes numéricas, las estimaciones y las operaciones y cálculos matemáticos. Así como también la comprensión de la medida, las pautas numéricas, la representación numérica y la cuantificación.
Espacio y Forma: incluye aspectos relacionados con la geometría, como comprender la posición relativa de los objetos, habilidad de moverse a través del espacio, entender la relación entre imagen o representación visual y forma, etc.
Cambios y relaciones e incertidumbre: esta dimensión abarca todos aquellos elementos que se pueden describir mediante relaciones, que pueden ser formuladas mediante funciones matemáticas elementales.
Incertidumbre y datos: esta dimensión está ligada al azar y los datos, es decir, a la probabilidad y a la estadística.
Resolución de problemas: incluye los planteamientos, las formulaciones y las definiciones que implican la resolución de problemas matemáticos.